# 中島千年
中島 千年（なかじま せんねん、生没年不詳）とは、明治時代の浮世絵師。

## 来歴
師系・経歴不明、千年と号す。作画期は明治30年代とされ、ポンチ絵を描く。

## 作品
- 「内地雑居未来のポンチ絵」　大判錦絵3枚続　早稲田大学図書館所蔵　※明治32年（1899年）、 長谷川寿美版。「千年」の落款、「奈加志満」印あり